# Mermitelocerus schmidtii
Mermitelocerus schmidtii is een wants uit de familie van de blindwantsen (Miridae). De soort werd het eerst wetenschappelijk beschreven door Franz Xaver Fieber in 1836.

## Uiterlijk
De redelijk ovale, lichtgroene wants is altijd macropteer (langvleugelig) en kan 7,5 tot 8 mm lang worden. De lichtgroene voorvleugels zijn lichtbehaard en hebben in de lengte zwarte lijnen. De kop is ook groen en heeft twee zwarte strepen die naar elkaar toe lopen. Het scutellum is ook groen en heeft zwarte randen en een zwarte streep over het midden. Ook het halsschild is lichtgroen van kleur met twee zwarte stippen en een zwarte dwarsstreep. Het doorzichtige deel van de voorvleugels is donker met lichtgroene aders. Van de antennes is het eerste segment en het onderste stuk van het tweede segment groen of oranje. Van het tweede segment is een gedeelte zwart. De laatste twee segmenten zijn volledig zwart. De dijen van de grotendeels groene pootjes zijn oranje en de schenen hebben zwarte stekeltjes.

## Leefwijze
De soort kent een enkele generatie per jaar en komt als eitje de winter door. De wantsen kunnen van mei tot juli langs bosranden gevonden worden op loofbomen zoals bijvoorbeeld es (Fraxinus excelsior), sporkehout (Rhamnus frangula) en meidoorn (Crataegus) of op de planten onder deze bomen op bijvoorbeeld brandnetel (Urtica dioica). Ze eten van de bloeiwijzen en voeden zich verder met rupsen van vlinders en kleine insecten zoals bladluizen en bladvlooien.

## Leefgebied
De soort is in Nederland zeer zeldzaam. Het verspreidingsgebied is Palearctisch, van Europa tot de Kaukasus in Azië.